# Duende
Duende, albo tener duende w wolnym tłumaczeniu oznacza „mieć duszę". Jest to stan, w którym rolę odgrywają silne emocje, ekspresja i autentyczność, często powiązane z flamenco. Ta artystyczna nazwa, powiązana zwłaszcza z muzyką pochodzi od nadprzyrodzonej postaci z mitologii hiszpańskiej, Duende.

## Etymologia
El duende jest duchem przywołania. Mówiąc potocznie, duende to to, co wywołuje dreszcz, radość lub łzy. Każda muzyka ludowa, a szczególnie flamenco, oddaje autentyczny głos ludu, którego kultura wzbogacona jest doświadczeniem emigracji i życiowych niedoli; vox populi, życie przepełnione radością i smutkiem. Jako pierwszy pojęcia duende, zaczerpniętego z języka potocznego i hiszpańskiego folkloru, użył w odniesieniu do sztuki Federico García Lorca w wykładzie wygłoszonym w Buenos Aires in 1933, "Juego y teoria del duende" ("Play and Theory of the Duende").
Według Christophera Maurera, redaktora pozycji In Search of Duende [W poszukiwaniu duende], w wizji Lorki można wyróżnić co najmniej 4 elementy duende: irracjonalność, naturalność, nasiloną świadomość śmierci i szczyptę diaboliczności. Duende jest duchem ziemi, który pozwala ujrzeć artyście ograniczenia intelektu – przypomina mu, że „może zostać zjedzony przez mrówki albo nagle na głowę spadnie mu ogromny arszenikowy homar” – konfrontuje go ze śmiercią i pomaga w ten sposób tworzyć i komunikować wywołującą dreszcze sztukę. W swoim wykładzie Lorca odróżnia duende od stylu w sensie zwykłej technicznej wirtuozerii, od wrodzonej gracji i uroku (tego, co Hiszpanie nazywają angel, czyli „aniołem”), czy od klasycznej sztuki dyktowanej przez muzę. Nie wystarczy, żeby artysta po prostu poddał się duende, on musi z nim umiejętnie stoczyć „walkę wręcz”, walkę „na skraju przepaści”. W dużo większym stopniu niż „muza” czy „anioł”, duende dotyka artysty i publiczności, tworząc warunki, w których sztukę można zrozumieć niemal bez świadomego wysiłku. Cytując Lorkę „Jest to swego rodzaju korkociąg, który wprowadza sztukę w widzów... To najcenniejsza rzecz, jaką życie może podarować intelektualiście”. Krytyk Brook Zern po obejrzeniu występu, w którym artysta pokazał duende, napisał: „Ten występ rozszerza źrenicę oka umysłu, aż intensywność wchłanianej sztuki staje się niemal nie do zniesienia [...] Ma się wrażenie, że wszystko to się dzieje po raz pierwszy w historii, a rzeczywistość jest tak zintensyfikowana i wyolbrzymiona, że staje się nierzeczywista...”.
Llorca pisze: „Duende jest zatem siłą, a nie dziełem. To walka, a nie myśl. Pewien stary mistrz gitary powiedział mi kiedyś: ‘Duende nie jest w gardle, duende wspina się przez ciało aż od stóp’. Co oznacza, że duende nie jest kwestią umiejętności, lecz autentycznego, żywego stylu, krwi, najpierwotniejszej kultury, spontanicznej kreacji.” Sugeruje, że „wszystko ma w sobie dźwięki czarne, ma duende [czyli emocjonalny mrok] (…)”.
Ta „tajemnicza siła, którą wszyscy odczuwamy, a której żaden filozof nie umie wytłumaczyć, jest duchem ziemi, tym samym duende, które spaliło serce Nietzschego poszukującego daremnie jego zewnętrznych form na weneckim moście Rialto czy w muzyce Bizeta, nie wiedząc, że duende, którego poszukiwał, przeskoczyło wprost z greckich mitów na tancerzy Kadyksu czy też Dionizyjski krzyk w siguiriyach Silveria [Franconettiego] (…)
Pojawienie się duende zawsze oznacza radykalną przemianę formy. Wnosi na stare płaszczyzny powiew świeżości, wrażenie czegoś nowo stworzonego, niczym cudu, wzbudzając niemal religijne uniesienie”. (…)
„Każda sztuka ma potencjał, z którego może narodzić się duende, jednak największą skalę ekspresji naturalnie znajduje w muzyce, tańcu i mówionej poezji, jako że te dziedziny sztuki wymagają żywego ciała, aby je zinterpretować, bo są to formy, które rodzą się, umierają i otwierają swoje kontury wyłącznie w chwili obecnej".